# Johann von Köppen (Jurist, 1564)
Johann Köppen, auch Johann von Köppen (* 11. Februar 1564 in Frankfurt (Oder); † 18. Januar 1630 in Berlin) war ein brandenburgischer Jurist, Vizekanzler und Hochschullehrer.

## Leben
Johann Köppen war Sohn des angesehenen Juristen Dr. Johann Köppen und dessen Ehefrau Barbara, geb. Heß, und wurde als Johann Köppen der Jüngere bezeichnet. Nach der Schulausbildung am Grauen Kloster in Berlin und am Gymnasium in Görlitz, studierte er ab 1581 in seiner Vaterstadt Frankfurt (Oder) und in Helmstedt, Wittenberg und Leipzig. In Frankfurt (Oder) wurde er dann Professor der Rechte. Er heiratete am 8. Mai 1587 die Tochter des Professors Zoch in Frankfurt (Oder). Eine Tochter aus dieser Ehe heiratete den Nachfolger ihres Vaters, den Dr. Joachim Kemnitz. 1589 wurde Dr. Köppen Hof- und Kammergerichtsrat in Berlin. Im Dienste des Kurfürsten nahm er 1594 und in den Folgejahren an den Reichstagen in Regensburg und Speyer teil und wurde auch als Gesandter nach Wien geschickt. 1599 wurde er Präsident des brandenburgischen Konsistoriums. 1601 erteilte ihm der Kaiser die Würde eines Pfalzgrafen. 1617 erbat er wegen eines geringfügigen dienstlichen Konfliktes seine Entlassung, die er jedoch nicht erhielt. 1627 wurde er Vizekanzler.

## Werke
- In 3 Decaden (1. Dekade Leipzig 1621; 2. Frankfurt 1623; 3. Leipzig 1623): Enucleationum ad quaestiones juris haud vulgares in formam consiliorum et decisionum conscriptarum, welchen einige Decisionen aus dem handschriftlichen Nachlasse seines Vaters beigefügt sind.
- Observationum practicabilium libri duo : iuxta seriem institutionum imperialium dispositi, 1622